# 植村ひろみ
植村 ひろみ（うえむら ひろみ、1969年10月31日 - ）は、日本の元ウエイトリフティング選手。現姓・佐藤。日本人女子として初めてウエイトリフティング世界選手権メダルを獲得した。世界選手権メダルは銀2個・銅1個獲得。日本体育大学卒業。

## 来歴
京都府綴喜郡八幡町（現・八幡市）出身。西城陽高校在学中の1987年、第1回全国女子大会52kg級で優勝。この年開かれた第1回女子世界選手権に日本代表として出場し4位入賞。
1989年11月に開かれた第3回世界選手権52kg級でキャリア3年にして銀メダル獲得。翌1990年の同大会でも銀、1991年は銅メダルを獲得した。世界選手権は計7度出場しすべて6位以内で入賞。
結婚後も佐藤姓として1994年広島アジア大会に出場し7位。
ベスト記録はスナッチ77.5kg、ジャーク100.0kg、トータル177.5kg。

## 主な競技歴
- 1987年 世界選手権52kg級 4位
- 1988年 世界選手権52kg級 5位
- 1989年 世界選手権52kg級 2位
- 1990年 世界選手権52kg級 2位
- 1991年 世界選手権52kg級 3位
- 1992年 世界選手権52kg級 5位
- 1993年 世界選手権54kg級 6位